# 张伐
张伐（1919年3月—2001年）。原名张大民，男，祖籍山东，生于黑龙江哈尔滨，中国电影演员，上海电影制片厂演员。